# Rio Warnow
Rio Warnow är ett vattendrag i Brasilien.   Det ligger i delstaten Santa Catarina, i den södra delen av landet, 1 200 km söder om huvudstaden Brasília.
I omgivningarna runt Rio Warnow växer i huvudsak städsegrön lövskog. Runt Rio Warnow är det ganska tätbefolkat, med 108 invånare per kvadratkilometer.